# Institut national de statistique (Roumanie)
L'Institut national de statistique (roumain : Institutul Național de Statistică (INS) ou roumain : Institul Național de Statistică și Studii Economice (INSSE)) est une agence gouvernementale roumaine responsable de la collecte de statistiques dans les domaines de la géographie, de l'économie et de la démographie. L'Institut national de statistique conduit notamment le recensement de la population roumaine tous les 10 ans.